# Kyrkliga Förbundet för evangelisk luthersk tro
Kyrkliga Förbundet för evangelisk luthersk tro är en organisation grundad 1923 inom Svenska kyrkan, och som enligt stadgarna arbetar för 
bevarandet och främjandet av biblisk kristendom, enligt den från fäderna mottagna evangelisk-lutherska apostoliska tron, samt för ett bevarande och stärkande av Svenska kyrkan i denna anda, gentemot oberättigade och mot denna anda stridande inflytelser och övergrepp.
Kyrkliga Förbundet för evangelisk luthersk tro ger ut tidningen Kyrka och Folk. Förbundet har utöver verksamheten på riksnivå också lokalavdelningar som anordnar gudstjänster, bibelstudier och annan verksamhet. Det organiseras också kyrkodagar med föredrag och gudstjänstfirande.